# Brezovac Žumberački
Brezovac Žumberački je naselje koje se nalazi u sastavu Grada Samobora, Zagrebačka županija. Površina naselja iznosi 6,48 km2.

## Zemljopis
Naselje se nalazi u središnjem dijelu Parka prirode Žumberak-samoborsko gorje. Formirano je od 4 međusobno udaljena zaseoka: Brezovac, Pavkovići, Pavlanci i Višoševići.

## Stanovništvo
Prema popisu stanovništva iz 2011. godine, naselje je imalo 23 stanovnika, a 8 obiteljskih kućanstava prema popisu iz 2001.
| broj stanovnika | 75    | 79    | 97    | 98    | 97    | 158   | 155   | 169   | 149   | 165   | 139   | 112   | 80    | 46    | 27    | 23    | 21    |
|                 | 1857. | 1869. | 1880. | 1890. | 1900. | 1910. | 1921. | 1931. | 1948. | 1953. | 1961. | 1971. | 1981. | 1991. | 2001. | 2011. | 2021. |

## Spomenici i znamenitosti
- Zaseoci Brezovac i Pavkovići, koji su do danas sačuvali prostorne i arhitektonske značajke karakteristične za seoske aglomeracije Žumberka.[5]